# Wael Jallouz
Wael Jallouz (arabe : وائل جلوز), né le 3 mai 1991 à Grombalia, est un handballeur tunisien jouant au poste d'arrière gauche. Il est le frère du handballeur international Tarak Jallouz.

## Carrière
En 2011, il termine avec la Tunisie à la troisième place du championnat du monde junior. Il prend part aux Jeux olympiques d'été de 2012 où l'équipe nationale atteint les quarts-de-finale.
En 2012, il est prêté trois fois : en août au club saoudien du Mudhar Club (en) pour participer à la coupe du monde des clubs (où il finit parmi les cinq meilleurs buteurs de la compétition avec 26 buts marqués), en octobre au club saoudien d'Al-Wehda pour participer à la Ligue des champions d'Asie et enfin en novembre 2012 au club tunisien de l'Espérance sportive de Tunis pour participer à la Ligue des champions d'Afrique à l'issue de laquelle il termine troisième.
Le 4 décembre 2012, il signe un contrat de trois ans avec le THW Kiel, devenant ainsi le premier joueur africain à rejoindre ce club allemand. Avec la forte concurrence qu'est l'arrivée de Domagoj Duvnjak et accessoirement celle de Joan Cañellas pour la saison 2014-15, il est libéré de son contrat et c'est au FC Barcelone qu'il rebondit en signant un contrat de deux ans.
Après quatre saisons à Barcelone, il est prêté pour une saison aux Füchse Berlin. 
En janvier 2019, l'arrière gauche tunisien rejoint en prêt pour 18 mois le C' Chartres Métropole handball, alors leader du Proligue (D2). Toutefois, Jallouz souffre d'un grave problème à l'œil qui l'empêche de pouvoir jouer. Si le club n'a pas été averti de ce « vice caché », il accompagne Jallouz dans son suivi médical dans le but de le voir jouer son premier match sous le maillot chartrain en début de saison 2019-2020. En mars 2020, après sa grave infection à l'œil puis une péritonite qui a failli lui coûter la vie, c'est finalement une blessure au doigt qui est de trop, Jallouz prend la décision de résilier son contrat avec le club d'Eure-et-Loir, sans avoir joué un seul match.
Le 29 mai 2020, Jallouz annonce qu'il met un terme à sa carrière sportive, à l'âge de 29 ans.
Mais en octobre 2020, il signe avec son club de formation, l'Association sportive d'Hammamet puis, le 15 juillet 2021, il signe avec l'Espérance sportive de Tunis et remporte trois mois plus tard (octobre 2021), le championnat tunisien.
Il prend sa retraite en novembre 2022.

## Palmarès

### Clubs
Compétitions internationales
- Vainqueur de la coupe du monde des clubs (2) : 2014 et 2017
- Vainqueur de la Ligue des champions de l'EHF (1) : 2014-2015
- Vainqueur de la Ligue des champions d'Afrique (1) : 2022
- Vainqueur du championnat arabe des clubs champions (1) : 2022
- Finaliste de la coupe d'Afrique des vainqueurs de coupe : 2013
- Demi-finaliste de la Ligue des champions d'Afrique : 2012

Compétitions nationales
- Vainqueur du championnat de Tunisie (1) : 2021
- Vainqueur de la coupe de Tunisie (2) : 2012, 2022
- Vainqueur du championnat d'Allemagne (1) : 2014
- Vainqueur de la Supercoupe d'Espagne (4) : 2015, 2016, 2017 et 2018
- Vainqueur de la Supercoupe de Catalogne (2) : 2015 et 2016
- Vainqueur de la coupe ASOBAL (3) : 2015, 2016 et 2017
- Vainqueur du championnat d'Espagne (4) : 2015, 2016,  2017 et 2018
- Vainqueur de la coupe du Roi (4) : 2015, 2016, 2017 et 2018

### Équipe nationale
Jeux olympiques
- Quart de finaliste aux Jeux olympiques de 2012 ( Royaume-Uni)
- Tour préliminaire aux Jeux olympiques de 2016 ( Brésil)

Championnats du monde
- 20e au championnat du monde 2011 ( Suède)
- 11e au championnat du monde 2013 ( Espagne)
- 15e au championnat du monde 2015 ( Qatar)
- 19e au championnat du monde 2017 ( France)
- 12e au championnat du monde 2019 ( Danemark)

Championnats d'Afrique des nations
- Médaillé d'argent aux championnats d'Afrique des nations 2014 ( Algérie)
- Médaillé d'argent aux championnats d'Afrique des nations 2016 ( Égypte)

Autres
- 4e au championnat du monde jeunes 2009 ( Tunisie)
- Médaillé de bronze au championnat du monde junior 2011 ( Grèce)
- Médaillé de bronze aux Jeux panarabes de 2011 ( Qatar)

### Distinctions individuelles
- Élu meilleur arrière gauche du championnat d'Espagne (1) : 2015-2016